# Открытая информационная система (информатика)
Открытая информационная система — по определению, принятому Комитетом IEEE POSIX 1003.0, открытой информационной системой называется система, которая реализует открытые спецификации на интерфейсы, сервисы (услуги среды) и поддерживаемые форматы данных, достаточные для того, чтобы дать возможность должным образом разработанному прикладному программному обеспечению быть переносимым в широком диапазоне систем с минимальными изменениями, взаимодействовать с другими приложениями на локальных и удалённых системах, и взаимодействовать с пользователями в стиле, который облегчает переход пользователей от системы к системе.
Открытая спецификация — по определению POSIX — общедоступная спецификация, которая поддерживается открытым, гласным согласительным процессом, направленным на приспособление новой технологии к её применению, и которая согласуется со стандартами.

## Свойства открытых систем
Основные свойства открытых систем:
- Расширяемость
- Масштабируемость
- Переносимость приложений, данных и персонала.
- Интероперабельность приложений и систем
- Способность к интеграции
- Высокая готовность

## Состав
Стандарт состоит из четырёх основных разделов:
- Основные определения (Base definitions) — список основных определений и соглашений, используемых в спецификациях, и список заголовочных файлов языка Си, которые должны быть предоставлены соответствующей стандарту системой.
- Оболочка и утилиты (Shell and utilities) — описание утилит и командной оболочки sh, стандарты регулярных выражений.
- Системные интерфейсы (System interfaces) — список системных вызовов языка Си.
- Обоснование (Rationale) — объяснение принципов, используемых в стандарте.